# 75837 Johnbriol
75837 Johnbriol è un asteroide della fascia principale. Scoperto nel 2000, presenta un'orbita caratterizzata da un semiasse maggiore pari a 2,4106936 UA e da un'eccentricità di 0,1598931, inclinata di 6,23088° rispetto all'eclittica.